# حواس‌پرتی

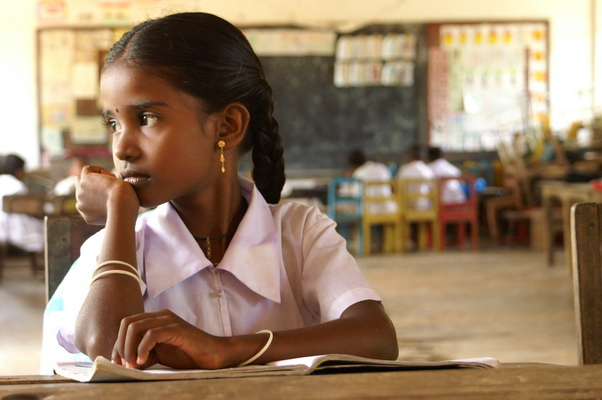

حواس‌پرتی (به انگلیسی: distractibility) ناتوانی برای تمرکز توجه است؛ بیمار تکالیف محول را انجام نمی‌دهد ، اما به پدیده‌های غیرمرتبط در محیط توجه نشان می‌دهد.